# Shoei
Shoei Co., Ltd (株式会社SHOEI Kabushiki-gaisha Shoei) là một công ty sản xuất mũ bảo hiểm mô tô có trụ sở tại Nhật Bản.

## Lịch sử
Shoei là công ty sản xuất mũ bảo hiểm có trụ sở tại Nhật Bản, được thành lập từ năm 1958. Tiền thân của nó là công ty Kamata Polyester Co., thành lập năm 1954, chuyên sản xuất các loại mũ bảo hộ công nghiệp.
Người sáng lập của Shoei là Eitaro Kamata (鎌田栄太郎), ông sinh ra ở Tokyo. Gia đình ông có mở một nhà hàng Nhật tên là Edogin, và một nhà trọ gần ga Shimbashi.  Soichiro Honda và đồng nghiệp của ông là Kiyoshi Kawashima (từng là tay đua thử xe và sau đó là Chủ tịch của Honda Motor Co.), thường xuyên đến trọ ở nhà trọ này mỗi khi họ đến Tokyo.  Eitaro vì thế đã làm quen và rất ngưỡng mộ Kawashima vì ông này thường đến nhà trọ bằng xe mô tô và đội một chiếc mũ bảo hiểm có màu sơn độc đáo.  Sau đó thì Eitaro quyết định tách khỏi công việc kinh doanh của gia đình và bắt đầu thành lập một công ty sản xuất mũ bảo hiểm. Vào năm 1960, nhà máy Shoei ở Tokyo bắt đầu sản xuất những chiếc mũ bảo hiểm đầu tiên sau khi họ đạt được chứng nhận Tiêu chuẩn Công nghiệp Nhật Bản (Japanese Industrial Standard) (JIS).
Khi được hỏi về nguồn gốc cái tên Shoei thì đại diện của Shoei đã trả lời: "Shoei không thực sự là một từ có nghĩa. Ở Nhật Bản, những giai đoạn lịch sử đều được gọi bằng tên triều đại của Nhật Hoàng.  Khi Shoei được thành lập vào năm 1959 thuộc về triều đại Chiêu Hòa (Showa/昭和). Vì thế công ty đã lấy từ đầu tiên trong chữ Showa kết hợp với từ đầu tiên trong chữ Eitaro (栄太郎) để tạo thành thương hiệu Shoei (昭栄 -Shoei)."
Năm 1965, Honda Motor Co. chấp nhận Shoei làm mũ bảo hiểm chính hãng của họ, như là một bộ phận trong số các phụ tùng và linh kiện của Honda. Điều này làm cho Shoei càng được biết đến rộng rãi hơn. Đến năm 1968, Công ty Shoei Safety Helmet Corporation được thành lập ở Mỹ, ngay sau khi xây dựng xong nhà máy ở Ibaraki. Nhà máy hiện tại ở Iwate được xây dựng vào năm 1989.
Năm 1987, Shoei Europe Distribution s.a.r.l. được thành lập ở Pháp, tiếp sau đó là Shoei (Europa) Gmbh ở Germany vào năm 1994, rồi đến Shoei Italia s.r.l. ở Italy vào năm 2011 và Shoei Asia Co., Ltd. ở Thái Lan vào năm 2019. Mặc dù có được nhiều thành công trong thương mại nhưng Shoei vẫn giữ mô hình sản xuất quy mô nhỏ, chỉ có khoảng 800 lao động trên toàn thế giới.

## Mũ bảo hiểm

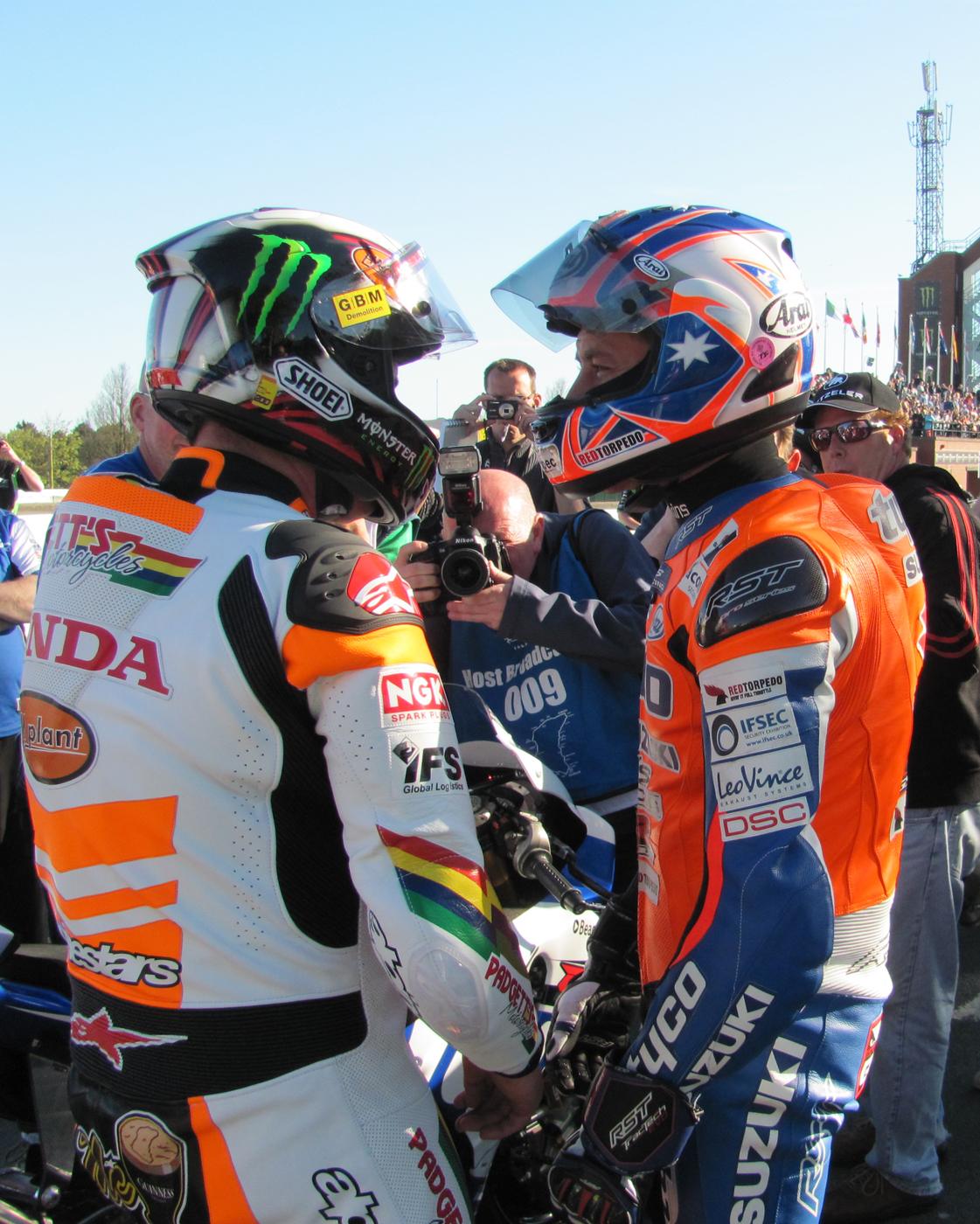
Tay đua chiến thắng giải đua Isle of Man TT 2013 John McGuinness (bên trái) sử dụng mũ Shoei

Shoei đã cung cấp mũ bảo hiểm cho rất nhiều tay đua MotoGP. Nổi bật nhất trong số đó là Marc Márquez, tay đua từng 8 lần đoạt chức vô địch thế giới. Ngoài ra các tay đua MotoGP sử dụng mũ bảo hiểm Shoei còn có Álex Márquez (em trai của  Marc Márquez), Andrea Dovizioso và Fabio Di Giannantonio. Ở Moto2 có Thomas Luthi, Jake Dixon và Hafizh Syahrin. Ở Moto3 có Yuki Kunii và Deniz Öncü.

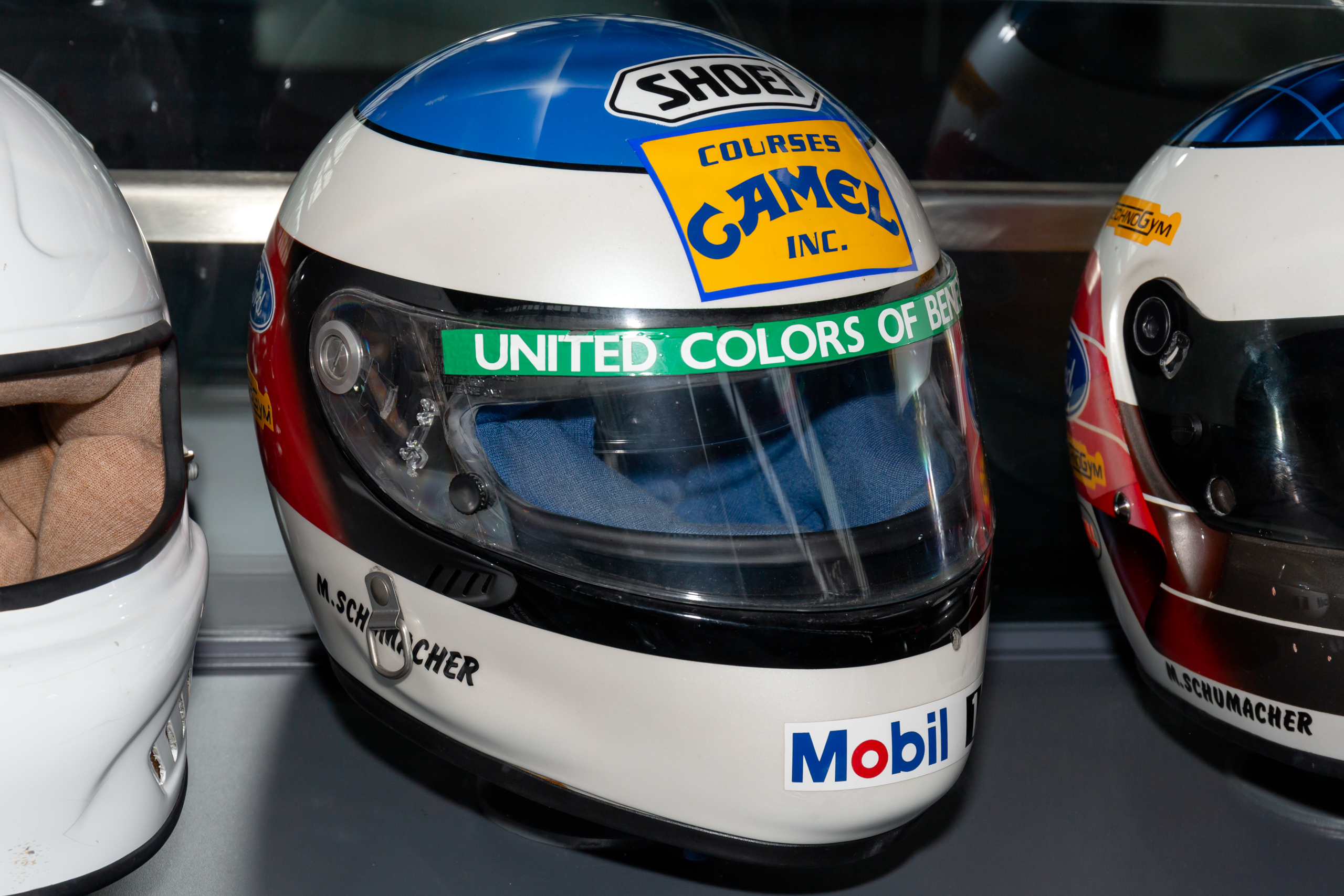
Chiếc mũ bảo hiểm Shoei của Michael Schumacher hồi năm 1992

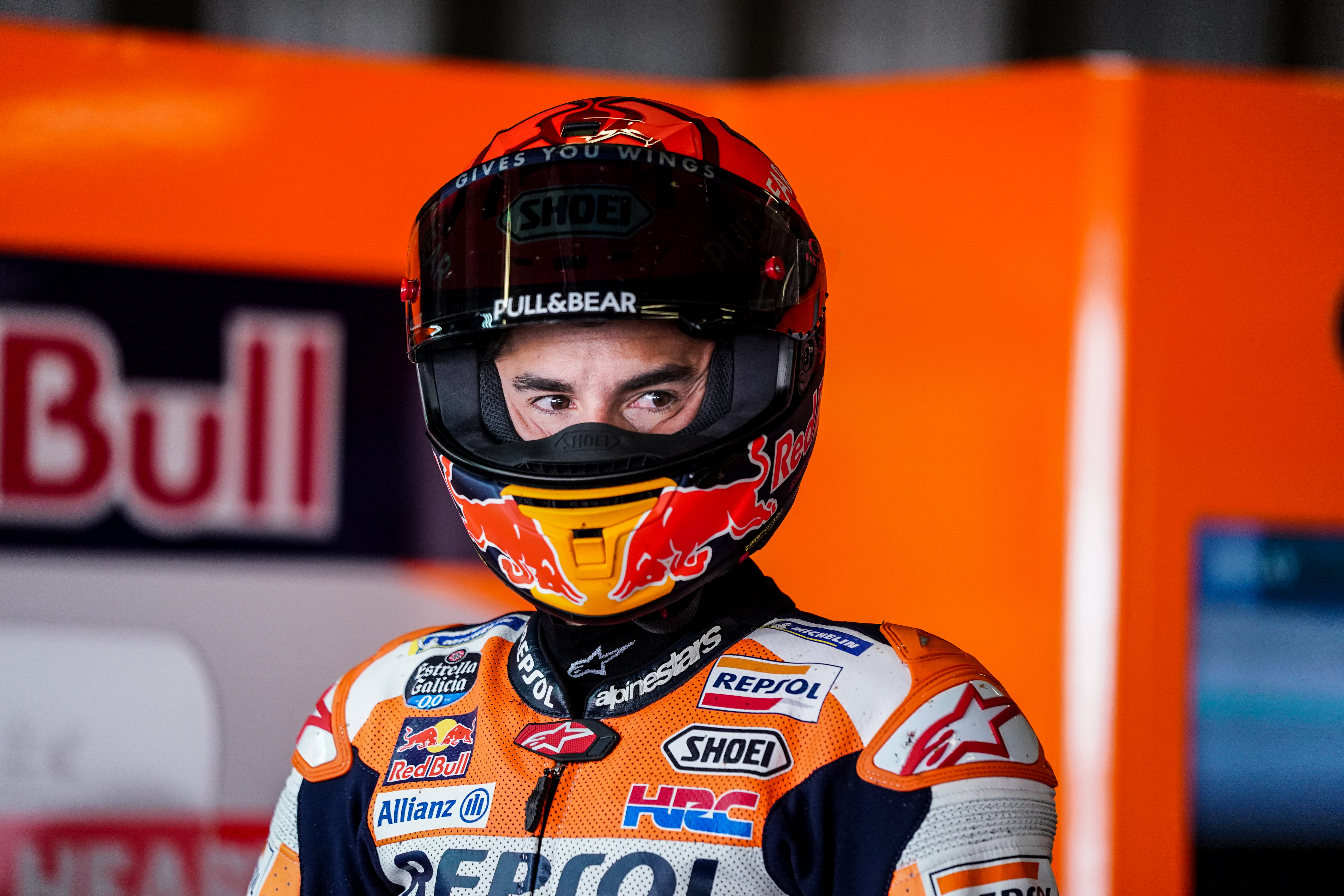
Marc Márquez ở chặng đua GP Bồ Đào Nha 2021

Từ khi thành lập công ty, tất cả mũ bảo hiểm Shoei đều được thiết kế và sản xuất tại Nhật Bản, sau đó sẽ được phân phối và bán khắp toàn cầu.
Vào giữ thập nhiên 1970, Shoei là một trong những công ty mũ bảo hiểm đầu tiên sản xuất loại mũ sợi carbon có khối lượng nhẹ.
Sản phẩm Shoei's GRV là mũ bảo hiểm đầu tiên sử dụng vật liệu Polyme gia cố sợi carbon và Kevlar. Shoei cũng tạo ra hệ thống chắn không che đầu tiên và hệ thống Dual Liner Ventilation.
Dòng sản phẩm X-Spirit được ra mắt vào năm 2003 được quảng bá là sản phẩm mũ bảo hiểm tiên tiến nhất trên thế giới, đã giành được giải thương Sản phẩm của năm 2003 của tạp chí MCN ở hạng mục sản phẩm may mặc.  Sau đó công ty tiếp tục phát triển và cho ra mắt sản phẩm RF-1000 (bán ở Châu Âu với cái tên XR-1000) vào năm 2004, và sau đó là sản phẩm X-Eleven.  Những sản phẩm này tiếp tục được cải tiến thành các sản phẩm RF-1200 và X-14. Vào tháng Chín năm 2010 sản phẩm QWEST được ra mắt, đây là sản phẩm kế thừa dòng RAID II, một trong những loại mũ bảo hiểm hàng đầu trong lĩnh vực đi tour thể thao.
Mũ NXR2 là sản phẩm đầu tiên của công ty đáp ứng tiêu chuẩn ECE 22-06 (từ năm 2021). Đây là bộ tiêu chuẩn do Ủy ban kinh tế Liên Hiệp Quốc về Châu Âu (United Nations Economic Commission for Europe) ban hành, được cập nhật lần đầu kể từ năm 2005.

## Ảnh hưởng từ trậnĐộng đất và sóng thần Tōhoku 2011
Shoei là một trong những nạn nhân của trận động đất và sóng thần Nhật Bản 2011. Hai nhà máy của họ Iwate và Ibaraki đã bị hư hỏng. Thiêt hại được tính toán khoảng 63 triệu Yên.